# Alsórakonca
Alsórakonca (szlovákul: Dolné Rykynčice) Rakonca településrésze, egykor önálló falu Szlovákiában, a Besztercebányai kerületben, a Korponai járásban.

## Fekvése
Korponától 20 km-re délnyugatra, a Korpona partján fekszik, ma Rakonca déli részét képezi.

## Története

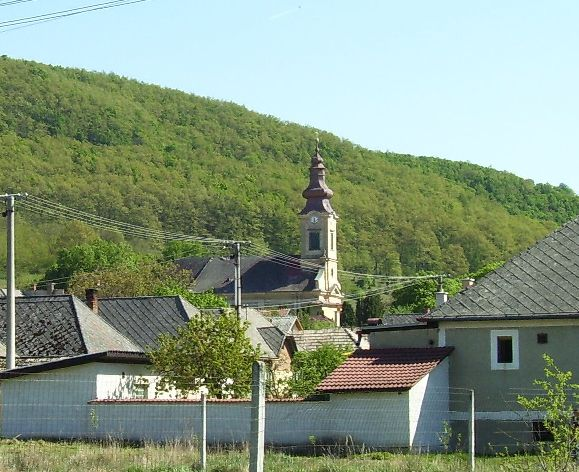
Az alsórakoncai római katolikus templom

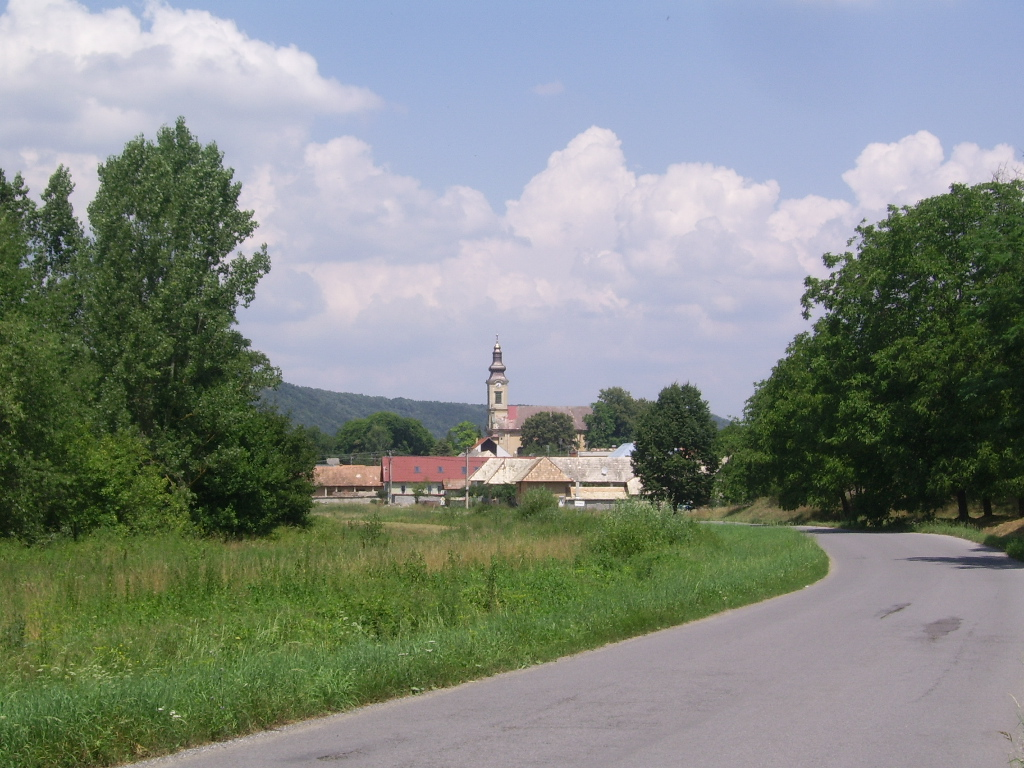
Az alsórakoncai római katolikus templom

1279-ben Rakucha említik először, ekkor részben királyi birtok, részben a Szent István keresztesek birtoka. 1281-ben Rakanza, 1287-ben Rokoncha néven bukkan fel az írott forrásokban. Alsórakonca 1281-ben a Rakonczay családé, 1498-tól a Paska családé, 16. századtól a bozóki premontrei prépostságé. 1715-ben a falunak malma, szőlészete és 81 háztartása volt. 1828-ban 107 házában 644 lakosa volt, akik főként mezőgazdasággal foglalkoztak.
Vályi András szerint "Alsó, és Felső Rakoncza, Rakinczicze. Két tót falu Hont Vármegyében. Alsónak földes Urai több Uraságok; Felsőnek pedig Nedeczky Úr; Felső Rakoncza az Alsónak filiája, lakosai katolikusok, és evangélikusok, fekszenek egymástól nem meszsze, határjaik középszerűek, szőlőhegyeik tágasak, fájok sem igen van, legelőjök szoros, piatzok Korponán, második osztálybéliek."
Fényes Elek szerint "Alsó-Rakoncza, Rekinicze, tót falu, Honth vmegyében, a Korpona mellett: 519 kath., 4 evang. lak. Kath. paroch. templom. Vendégfogadó. Vizimalom. Bortermesztés. F. u. a bozóki uradalom. Ut. p. Selmecz"
A trianoni békeszerződésig Hont vármegye Ipolysági járásához tartozott.

## Népessége
1910-ben 578, túlnyomórészt szlovák lakosa volt.

## Nevezetességei
- Római katolikus temploma 1788-ban épült, 1821-ben megújították.